# Aeropuerto de Muş
El Aeropuerto de Muş (IATA: MSR, OACI: LTCK) es un aeropuerto ubicado en Muş, al este de Turquía.

## Aerolíneas y destinos
- Turkish Airlines (Ankara, Estambul-Atatürk)